# Gerónimo de Mendieta
Gerónimo de Mendieta (Vitòria, 1525 - Ciutat de Mèxic, 9 de maig de 1604), o Jerónimo de Mendieta, va ser un missioner i historiador franciscà que passa la major part de la seva vida a Mèxic i l'Amèrica Central.
La seva obra principal és Historia eclesiástica indiana que explica la història de l'evangelització en la colònia de Nueva España a Amèrica.

## Biografia
Gerónimo de Mendieta nasqué al País Basc a Vitòria, Àlaba. Als 20 anys entrà en l'orde franciscà a Bilbao. El 1554 viatjà a Nueva España i va viure a Tochimilco on va aprendre l'idioma nàhuatl. Més tard es va traslladar a Tlaxcala on es va fer amic del franciscà Toribio de Benavente "Motolinia".
Tornà a Espanya el 1570, portant amb ell les primeres còpies de les obres de Bernardino de Sahagún per a les autoritats espanyoles. Tornà a Mèxic el 1573, i ja no va tornar a Europa. Va viure al monestir de Tlatelolco. La publicació de la seva, Historia eclesiástica indiana, va ser prohibida per les seves idees mil·lenaristes i Joaquinistes, i fins a 1870 no es va publicar per part de Joaquín García Icazbalceta.